# Giuliano Ferrofino
Giuliano Ferrofino (Alessandria, Milanesado, c. 1535-Madrid, 1604) fue un matemático italiano, catedrático de Geometría y Artillería del rey de España Felipe II y padre del también matemático Julio César Ferrofino.
Tras servir a Felipe II en Milán y Roma desde 1569 como abogado fue llamado para explicar matemáticas en la Escuela de Artillería de Burgos, desde donde partió a la de Sevilla, creada por Felipe II en 1575 y donde se había instituido una cátedra de artillería naval dependiente de la Casa de Contratación de esta ciudad. Ferrofino sucedió en el cargo a Andrés de Espinosa, artillero mayor y primer titular del cátedra. En 1590 pasó brevemente a Málaga de donde retornó a Sevilla y permaneció allí hasta 1595, fecha en que fue nombrado catedrático de Matemáticas de Palacio, cargo que detentó hasta su muerte en 1604.